# Skeggöxl (kulle)
Skeggöxl är en kulle i republiken Island. Den ligger i regionen Västfjordarna, 120 km norr om huvudstaden Reykjavík. Toppen på Skeggöxl är 340 meter över havet, eller 60 meter över den omgivande terrängen. Bredden vid basen är 1,8 km.
Trakten runt Skeggöxl är nära nog obefolkad, med mindre än två invånare per kvadratkilometer. Trakten runt Skeggöxl består i huvudsak av gräsmarker.